# 6e étape du Tour d'Italie 2010
Pour un article plus général, voir Tour d'Italie 2010.
La 6e étape du Tour d'Italie 2010 s'est déroulée le vendredi 14 mai 2010 entre Fidenza et Carrare sur 172 kilomètres. C'est l'Australien Matthew Lloyd (Omega Pharma-Lotto) qui remporte l'étape en solitaire. Vincenzo Nibali conserve son maillot rose de leader du général.

## Profil de l'étape
Après l'hommage à Fausto Coppi de la veille, c'est aujourd'hui à Jacques Anquetil que le Tour d'Italie rend hommage. 50 ans après sa première victoire, il revient sur les routes du contre-la-montre qu'il avait remporté à Carrare.
Le Passo de Brattello est la première véritable difficulté de ce Tour d'Italie. Comprenant également deux petites ascensions peu avant l'arrivée, cette étape de moyenne montagne devrait favoriser les puncheurs.

## La course
Deux hommes se sont échappés très tôt dans la journée : Rubens Bertogliati (Androni Giocattoli) et Matthew Lloyd (Omega Pharma-Lotto). L’écart va très vite augmenter sur le peloton emmené par les Liquigas-Doimo de Vincenzo Nibali, le maillot rose. Matthew Lloyd passe en tête du Passo del Brattello, et derrière, Paul Voss se bat pour arracher quelques points afin de protéger son maillot vert. Puis, dans la descente, Guillaume Bonnafond (AG2R La Mondiale) et Paolo Tiralongo (Astana) chutent. Ils sont évacués et doivent abandonner. Cette chute est un coup dur pour Alexandre Vinokourov, Tiralongo étant un équipier très précieux pour la montagne.
Au pied du Spolverina, deuxième ascension, cinq coureurs s’échappent : Sergueï Klimov, Evgueni Petrov (Team Katusha), Johann Tschopp (BBox Bouygues Telecom), Matteo Bono (Lampre-Farnese Vini) et Cayetano Sarmiento  (Acqua & Sapone). Il ne restera plus que Petrov, Tschopp et Sarmiento au sommet. Matthew Lloyd prend encore les points du maillot vert de la montagne. Puis c’est au tour d’Alessandro Petacchi (Lampre-Farnese Vini) d’attaquer, en bas de la descente.
Dans le Bedizzano, Bertogliati est en difficulté, il a du mal à relayer Lloyd, qui est forcé d’attaquer. Il passe en tête du sommet, prend les points et s'assure le port du maillot vert. Bertogliati ne peut pas revenir. Les poursuivants sont repris. Lloyd s’impose en solitaire. Bertogliati résiste tout de même au retour du peloton pour quelques secondes. Danilo Hondo (Lampre-Farnese Vini) remporte le sprint et lève les bras en oubliant que Lloyd a gagné. Vincenzo Nibali conserve le maillot rose de leader.

## Côtes
- Passo del Brattello (11 km à 5 %) : 2e catégorie
- Spolverina (10,5 km à 3,5 %) : 2e catégorie
- Bedizzano (3 km à 8 %) : 3e catégorie

## Classement de l'étape

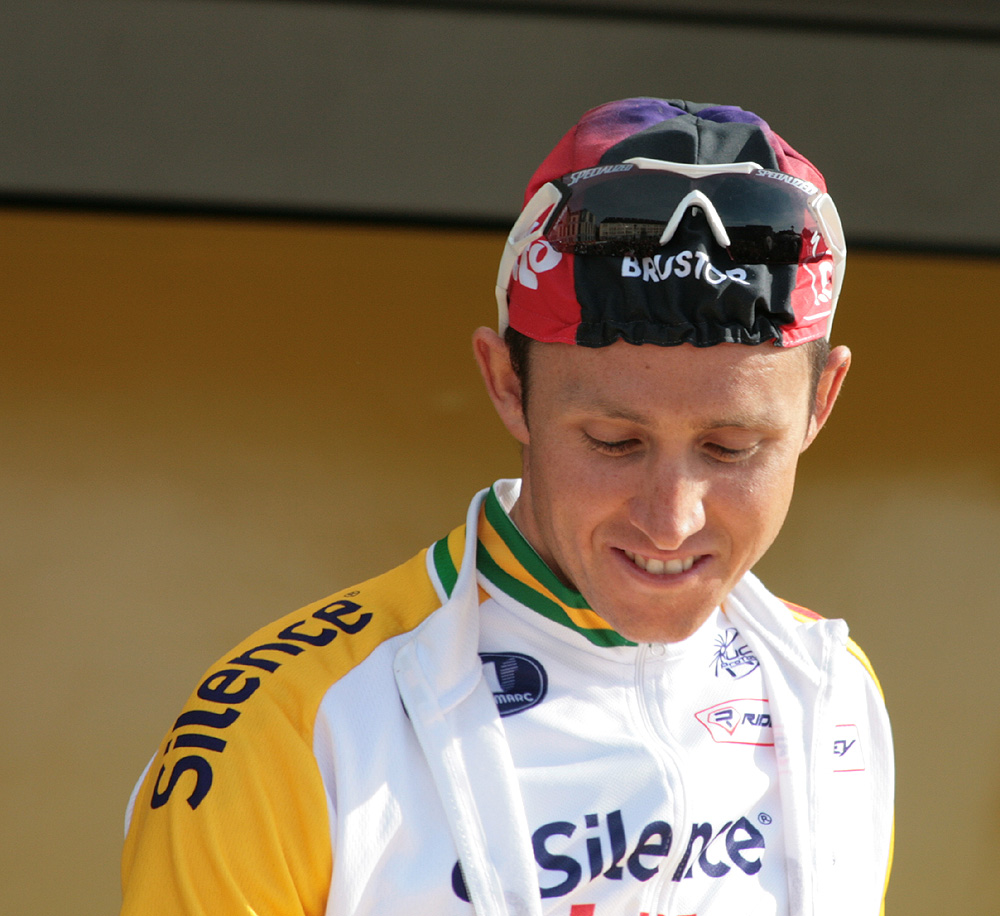
Matthew Lloyd vainqueur de l'étape

|    | Coureur            | Pays        | Équipe                |    | Temps           |
| -- | ------------------ | ----------- | --------------------- | -- | --------------- |
| 1  | Matthew Lloyd      | Australie   | Omega Pharma-Lotto    | en | 4 h 24 min 20 s |
| 2  | Rubens Bertogliati | Suisse      | Androni Giocattoli    | +  | 1 min 06 s      |
| 3  | Danilo Hondo       | Allemagne   | Lampre-Farnese Vini   |    | 1 min 15 s      |
| 4  | Manuel Belletti    | Italie      | Colnago-CSF Inox      |    | 1 min 15 s      |
| 5  | Filippo Pozzato    | Italie      | Team Katusha          |    | 1 min 15 s      |
| 6  | William Bonnet     | France      | BBox Bouygues Telecom |    | 1 min 15 s      |
| 7  | Sacha Modolo       | Italie      | Colnago-CSF Inox      |    | 1 min 15 s      |
| 8  | Vasil Kiryienka    | Biélorussie | Caisse d'Épargne      |    | 1 min 15 s      |
| 9  | Alexander Efimkin  | Russie      | AG2R La Mondiale      |    | 1 min 15 s      |
| 10 | Baden Cooke        | Australie   | Team Saxo Bank        |    | 1 min 15 s      |

## Classement général
|    | Coureur              | Pays        | Équipe             |    | Temps            |
| -- | -------------------- | ----------- | ------------------ | -- | ---------------- |
| 1  | Vincenzo Nibali      | Italie      | Liquigas-Doimo     | en | 18 h 55 min 38 s |
| 2  | Ivan Basso           | Italie      | Liquigas-Doimo     | +  | 13 s             |
| 3  | Valerio Agnoli       | Italie      | Liquigas-Doimo     |    | 20 s             |
| 4  | Alexandre Vinokourov | Kazakhstan  | Astana             |    | 33 s             |
| 5  | Vladimir Karpets     | Russie      | Team Katusha       |    | 39 s             |
| 6  | Richie Porte         | Australie   | Team Saxo Bank     |    | 45 s             |
| 7  | David Millar         | Royaume-Uni | Garmin-Transitions |    | 45 s             |
| 8  | Baden Cooke          | Australie   | Team Saxo Bank     |    | 1 min 03 s       |
| 9  | Linus Gerdemann      | Allemagne   | Team Milram        |    | 1 min 04 s       |
| 10 | Laurent Didier       | Luxembourg  | Team Saxo Bank     |    | 1 min 13 s       |

## Abandons
- Michele Merlo (Footon-Servetto)
- Paolo Tiralongo (Astana)
- Guillaume Bonnafond (AG2R La Mondiale)[2]